# 三宅興子
三宅 興子（みやけ おきこ、1938年7月20日- 2022年10月21日）は、日本の英国児童文学研究者、梅花女子大学名誉教授。大阪生まれ。

## 生涯
大阪市立大学大学院修士課程修了。大谷女子短期大学講師、梅花女子大学教授、2007年定年、名誉教授。
絵本学会会長などを歴任。一般財団法人大阪国際児童文学振興財団の設立に関わり2010～2015年に理事長、その後は特別顧問を務めた。
1983年『児童文学はじめの一歩』（共著）で日本児童文学学会賞奨励賞受賞。1996年『イギリスの絵本の歴史』で日本児童文学学会賞受賞。2019年国際グリム賞受賞。
2022年10月21日、悪性リンパ腫のため死去。84歳没。

## 著書
- 『イギリス児童文学論』翰林書房 1993
- 『イギリス絵本論』翰林書房 1994
- 『イギリスの絵本の歴史』岩崎美術社 1996
- 『もうひとつのイギリス児童文学史 「パンチ」誌とかかわった作家・画家を中心に』翰林書房 2004
- 『児童文学の愉楽』翰林書房 2006
- 『ロバート・ウェストール』KTC中央出版 現代英米児童文学評伝叢書 2008

### 共著
- 『児童文学はじめの一歩』島式子・畠山兆子共著 世界思想社 1983
- 『日本における子ども絵本成立史 「こどものとも」がはたした役割』編著 ミネルヴァ書房 1997
- 『児童文学12の扉をひらく』多田昌美共著 翰林書房 1999
- 『学校図書館発絵本ガイドブック』浅野法子,鈴木穂波共著 翰林書房 2004
- 『フィリパ・ピアス』大利かおり,伊達桃子,出水純子,福本由紀子,島式子共著 編著 KTC中央出版 現代英米児童文学評伝叢書 2004
- 『絵本と子どものであう場所 幼稚園絵本文庫10年の記録』編著 伊東舞,大利かおり,小澤佐季子,金永順,佃香菜子,中内由起子著 翰林書房 2006
- 『大正期の絵本・絵雑誌の研究 一少年のコレクションを通して』香曽我部秀幸共編 翰林書房 2009

### 翻訳
- ジュディス・M.バードウィック『女性心理 性的・社会的葛藤の分析』今井欣悦,松山安雄共訳 原書房 1974
- コリン・ティーラ『さようならカササギの島』金尾恵子絵 文研出版 1981
- シャーロット・ゾロトウ作 シンディ・ウィーラー絵『いち、に、のさんぽ』トモ企画 1983
- エディス・サッチャー・ハード作 クレメント・ハード絵『ウィルキィのちきゅう』トモ企画 1984
- フランシス・ホジソン・バーネット『バーネット自伝 わたしの一番よく知っている子ども』松下宏子共編・訳 翰林書房 2013

### 記念論集
- 『児童文学研究を拓く 三宅興子先生退職記念論文集』翰林書房 2007